# Aeroporto Internazionale di Saint Louis-Lambert
L'Aeroporto Internazionale Saint Louis-Lambert (IATA: STL, ICAO: KSTL) noto in inglese come Lambert-Saint Louis International Airport) è situato a 16 km da Saint Louis, nel Missouri, negli Stati Uniti d'America.
È intitolato al maggiore Albert Bond Lambert, uno dei fondatori dell'aeroporto nel 1920.
L'aeroporto è un hub per la compagnia aerea American Airlines.

## Storia
Il grande ampliamento tra il 1998 e il 2006 per la nuova pista di atterraggio fu deciso quando l'aeroporto era l'ottavo scalo più importante del Paese e hub della TWA. Con l'acquisizione nel 2001 della compagnia da parte dell'American Airlines, già dotata di due grandi hub nelle vicinanze, l'aeroporto perse l'80% del traffico aereo. Il costoso ampliamento fu attuato in un'area densamente abitata della vicina Bridgeton, dove furono demolite 2 000 abitazioni, 4 scuole e 6 chiese. La nuova pista è stata inoltre utilizzata raramente.